# پنتلیمو
شهر پنتلیمو (به رومانیایی: Pantelimon) در شهرستان ایلفو در کشور رومانی واقع شده‌است. جمعیت این شهر ۱۶٬۰۱۹ نفر است.